# Acanthilia
Acanthilia is een geslacht van kreeftachtigen uit de klasse van de Malacostraca (hogere kreeftachtigen).

## Soort
- Acanthilia intermedia (Miers, 1886)